# Sotang
Sotang (en népalais : सोताङ) est un comité de développement villageois du Népal situé dans le district de Solukhumbu. Au recensement de 2011, il comptait 5 834 habitants.